# André Luís (football, 1959)
Pour les articles homonymes, voir André Luís.
André Luís dos Santos Ferreira (né le 21 octobre 1959 à Porto Alegre) est un footballeur brésilien. Il participe aux Jeux olympiques d'été de 1984, remportant la médaille d'argent avec le Brésil.

## Biographie

### En club
Il joue huit matchs en Copa Libertadores.

### En équipe nationale
Il participe aux Jeux olympiques d'été de 1984 organisés à Los Angeles. Lors du tournoi olympique, il joue cinq matchs. Le Brésil est battu en finale par l'équipe de France.

## Palmarès

### équipe du Brésil
- Jeux olympiques de 1984 :
  -  Médaille d'argent.

### SC Internacional
- Championnat du Brésil :
  - Champion : 1979

- Campeonato Gaúcho :
  - Vainqueur : 1978, 1981, 1983, 1983 et 1984

- Tournoi Heleno Nunes :
  - Vainqueur : 1984

### Coritiba
- Campeonato Paranaense :
  - Vainqueur : 1986